# Photokina

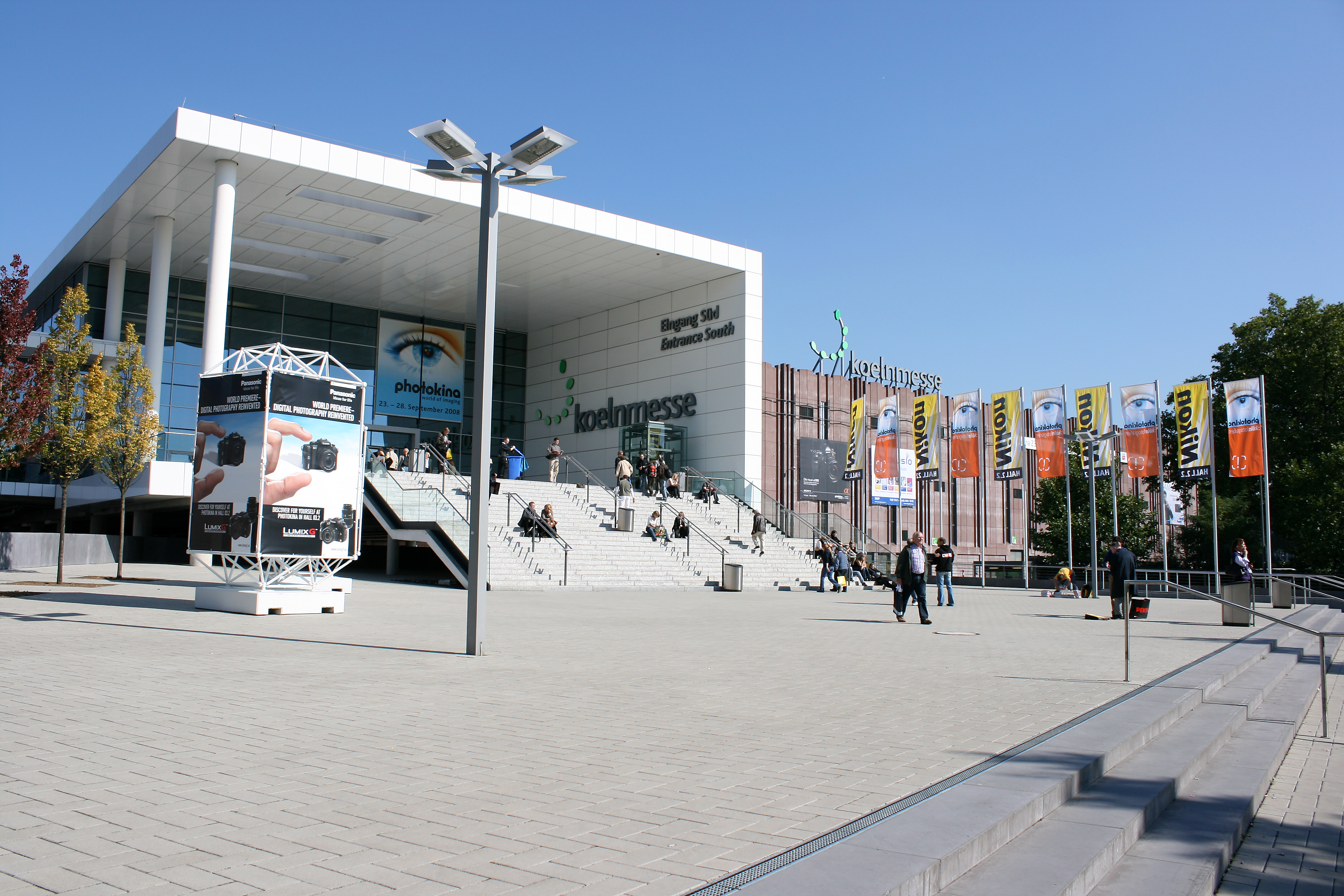
Photokina en 2008.

Photokina es la feria comercial más grande del mundo sobre las industrias de la fotografía y de la imagen. Tiene lugar en septiembre cada dos años en la Feria de Muestras de Colonia (Alemania). Muchas compañías fotográficas y de la imagen introducen importantes productos de imagen en Photokina, o en la convención anual y feria de muestras de la Asociación Comercial de Fotografía (PMA en sus siglas en inglés: Photo Marketing Association), que se celebra en febrero o marzo cada año.

## Historia
La primera feria se realizó en 1950 por iniciativa de Bruno Uhl. Notando la importancia de la muestra, el presidente de Estados Unidos Dwight D. Eisenhower mandó un telegrama para la apertura de Photokina en 1956.
- Photokina 2006 fue la más grande celebrada hasta ahora y tuvo lugar entre el 26 de septiembre y el 1 de octubre de 2006. Fue la primera Photokina en el reestructurado Centro de Exposiciones de Colonia. Participaron 1.579 proveedores de 46 países y concurrieron más de 162.000 visitantes de 153 países. Tuvo una más amplia gama en la feria de electrónica de consumo y tecnología de la información y las comunicaciones.

- Photokina 2008 comenzó el martes 23 de septiembre y se prolongó hasta el domingo 28 de septiembre de 2008.

- Photokina 2010 se celebró entre el 21 y el 26 de septiembre.

- Photokina 2012 se celebró entre el 18 y el 23 de septiembre. Según los organizadores, el evento recibió la visita de más de 185.000 personas de 166 países,[1] participando 1.158 empresas de 41 países.[2]

- Photokina 2014 se desarrolló entre el 16 y el 21 de septiembre.[1]

- Photokina 2016 se celebró entre 20 y el 25 de septiembre en Colonia, Alemania.[3]

- Photokina 2018 se llevó a cabo en Colonia, Alemania, del 26 al 29 de septiembre de 2018. Las fechas se anunciaron originalmente del 25 al 30 de septiembre, pero el formato se acortó como parte del cambio a un evento anual.[4]

- Photokina 2020, el primero del nuevo ciclo anual de eventos, estaba previsto que se celebrara una vez más en Colonia, del 27 al 30 de mayo de 2020,[5] pero se canceló debido al brote de la enfermedad por coronavirus 2019,[6] al igual que Photokina 2021.[6]

- El 27 de noviembre de 2020, Koelnmesse anunció[7] que Photokina se suspende hasta nuevo aviso.